# Río Shimanto
El Shimanto (四万十川 Shimanto-gawa?) es un río de Japón que atraviesa la zona occidental de la prefectura de Kōchi, en Japón. 

## Características
Es el segundo río en importancia para la Región de Shikoku, detrás del río Yoshino y dado que no se construyeron represas sobre su curso, es considerada el "último río puro de Japón". 
El río Shimanto cuenta (incluyendo a sus afluentes) con 47 puentes sumergibles, los cuales fueron declarados por la prefectura de Kochi como Patrimonio Cultural de la Vida Cotidiana (生活文化遺産 Seikatsu Bunka-isan?) en 1993.